# Wielki Londyn
Wielki Londyn (ang. Greater London) – region administracyjny w południowo-wschodniej Anglii obejmujący miasto Londyn. Region zajmuje powierzchnię 1572 km² i liczy 8 799 728 mieszkańców (2021). Rozciągłość południkowa Wielkiego Londynu wynosi 46 km, a równoleżnikowa 58 km, co czyni go jednym z największych obszarowo miast świata.
Region powstał w 1965 roku, w miejsce zlikwidowanych hrabstw County of London oraz Middlesex, powiększonych dodatkowo o fragmenty sąsiadujących hrabstw Essex, Hertfordshire, Kent i Surrey.
W skład Wielkiego Londynu wchodzą City of London oraz 32 gminy miejskie (London boroughs). 12 spośród nich wraz z City tworzy Londyn Wewnętrzny (Inner London), natomiast 20 pozostałych – Londyn Zewnętrzny (Outer London). Choć de facto tworzy spójny organizm miejski, nie ma formalnego statusu miasta w rozumieniu prawa brytyjskiego. Status taki mają natomiast dwie wchodzące w jego skład jednostki niższego rzędu: City of London oraz City of Westminster, co tworzy pewien paradoks.
Jak wszystkie regiony, Wielki Londyn posiada własne władze autonomiczne, zwane Greater London Authority (GLA), których najważniejszymi organami są 25-osobowe Zgromadzenie Londynu (London Assembly) oraz burmistrz. Ten ostatni jest jedynym w Anglii szefem regionalnych władz wykonawczych pochodzącym z bezpośredniego wyboru. Siedzibą GLA jest futurystyczny gmach ratusza, zlokalizowany w dzielnicy Southwark.
Poza funkcją administracyjną Wielki Londyn pełni także rolę hrabstwa ceremonialnego (dla celów ceremonialnych nie obejmuje jednak City of London).
Wielki Londyn położony jest pomiędzy regionem South East England a East of England, granicząc z hrabstwami Essex (na północnym wschodzie), Hertfordshire (na północy), Buckinghamshire (na północnym zachodzie), Berkshire (na zachodzie), Surrey (na południu) oraz Kent (na południowym wschodzie).

## Podział administracyjny Wielkiego Londynu
| 1. City of London 2. City of Westminster 3. Royal Borough of Kensington and Chelsea 4. London Borough of Hammersmith and Fulham 5. London Borough of Wandsworth 6. London Borough of Lambeth 7. London Borough of Southwark 8. London Borough of Tower Hamlets 9. London Borough of Hackney 10. London Borough of Islington 11. London Borough of Camden 12. London Borough of Brent 13. London Borough of Ealing 14. London Borough of Hounslow 15. London Borough of Richmond upon Thames 16. Royal Borough of Kingston upon Thames 17. London Borough of Merton | 1. London Borough of Sutton 2. London Borough of Croydon 3. London Borough of Bromley 4. London Borough of Lewisham 5. Royal Borough of Greenwich 6. London Borough of Bexley 7. London Borough of Havering 8. London Borough of Barking and Dagenham 9. London Borough of Redbridge 10. London Borough of Newham 11. London Borough of Waltham Forest 12. London Borough of Haringey 13. London Borough of Enfield 14. London Borough of Barnet 15. London Borough of Harrow 16. London Borough of Hillingdon |